# Raphael Stănescu
Raphael Andrei Stănescu (n. 27 iunie 1993, Ühlingen-Birkendorf, Baden-Württemberg, Germania) este un fotbalist român, care joacă pe post de mijlocaș la Dacia U Brăila în Liga a III-a. Pe plan internațional, are prezențe la națională pentru România Sub-17 și România Sub-19.